# Isleton
Isleton város az USA Kalifornia államában, Sacramento megyében. Lakosainak száma 794 fő (2020. április 1.).

## Népesség
A település népességének változása:

| 2010 | 804 |
| 2020 | 794 |